# 大瑟罗库尔
大瑟罗库尔（法語：Seraucourt-le-Grand，法語發音：[səʁokuʁ lə ɡʁɑ̃]）是法国上法蘭西大區埃纳省的一个市镇，属于圣康坦区。

## 地理
大瑟罗库尔（49°46'48"N, 3°12'46"E）面积10.56 平方千米，位于法国上法蘭西大區埃纳省，该省份为法国北部内陆省份，北起北部省，西接索姆省和瓦兹省，东临阿登省和马恩省，西南至塞纳-马恩省，东北部与比利时接壤。
与大瑟罗库尔接壤的市镇（或旧市镇、城区）包括：阿尔唐普、克拉斯特尔、孔泰斯库尔、大埃西尼、方丹莱克莱尔、阿庞库尔、鲁皮。

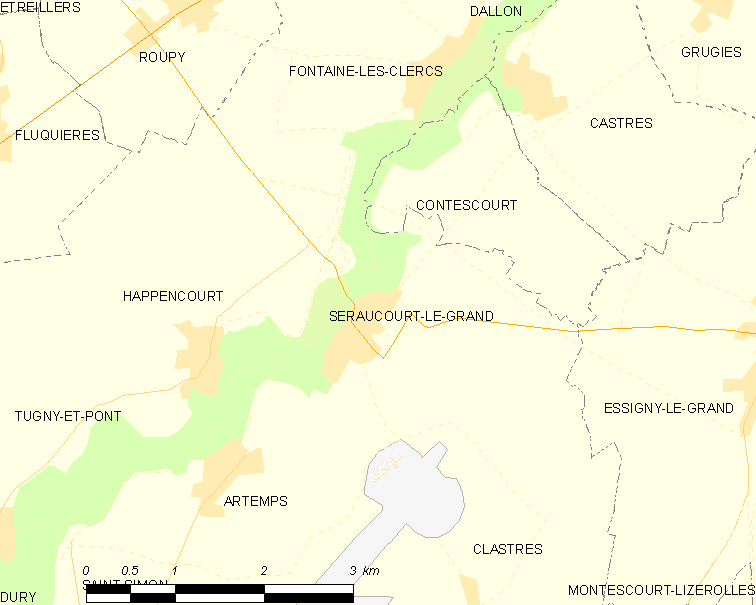
大瑟罗库尔的OSM定位图

大瑟罗库尔的时区为UTC+01:00、UTC+02:00（夏令时）。

## 行政
大瑟罗库尔的邮政编码为02790，INSEE市镇编码为02710。

## 政治
大瑟罗库尔所属的省级选区为里布蒙县。

## 人口

1962-2008年间大瑟罗库尔人口变化图示

大瑟罗库尔于2022年1月1日时的人口数量为714人。